# Utetheisa maddisoni
Utetheisa maddisoni is een beervlinder uit de familie van de spinneruilen (Erebidae). De wetenschappelijke naam van de soort is voor het eerst geldig gepubliceerd in 1980 door Robinson & Robinson.